# Agostinho Ricca
Agostinho Ricca Gonçalves (Porto, 9 de Julho de 1915 - Matosinhos, 17 de Janeiro de 2010) foi um arquitecto português.

## Vida
Agostinho Ricca estudou Arquitectura na Escola Superior de Belas-Artes do Porto (ESBAP), onde recebeu formação do arquitecto Marques da Silva, adquirindo a formação clássica das linguagens do fim do século XIX e princípio do século XX. Ainda na ESBAP, obteve o 1.° Prémio do Instituto da Alta Cultura para uma bolsa de estudo em Itália, mas foi afastado por informação política desfavorável.
Concluído o curso de Arquitectura, iniciou o estágio no gabinete do arquitecto Januário Godinho, que estabeleceu a transição da referência do classicismo para o moderno, marcada por Willem Marinus Dudok e Frank Lloyd Wright. No início da sua carreira trabalhou com o professor Rogério de Azevedo na Direcção-Geral dos Edifícios e Monumentos Nacionais, tendo colaborado no restauro do Paço dos Duques de Bragança, em Guimarães.
Em 1943 começou a exercer a actividade de arquitecto como profissional liberal. Trabalhou no gabinete de urbanismo da Câmara Municipal do Porto, tendo colaborado com o professor arquitecto Giovanni Muzio no primeiro Plano de Urbanização da Cidade do Porto.
Em 1953 foi convidado pelo arquitecto Carlos Ramos como docente da ESBAP de onde acabou por ser afastado, por motivos políticos, em 1959, só tendo sido readmitido em 1977.
Demarcando-se do ascetismo racionalista de Corbusier que começava a vicejar em arquitectos portuenses da sua geração como Viana de Lima e Arménio Losa, a sua obra integra valores organicistas da arquitectura finlandesa de Alvar Aalto e abre-se, já na década de 1960 e 70, na sua obra da maturidade, para os novos referenciais da arquitectura europeia marcada então por Carlo Scarpa e Jean Nouvel.
Agostinho Ricca foi membro fundador da O.D.A.M. – Organização dos Arquitectos Modernos – e, em 1947 e 1951, participou na exposição daquela organização realizada no Ateneu Comercial do Porto. Participou na Bienal Internacional de Arte de São Paulo em 1952 e na "Exposição de Arquitectura Portuguesa Contemporânea: Anos 60 - Anos 80", na Fundação de Serralves em 1991.

## Obras
- 1948- Edifício Residencial na Rua joão de Deus, Porto
- 1960-61 - Edifício de habitação Montepio Geral, Rua de Júlio Dinis, Porto
- 1962 - Casa de praia em Valadares
- 1962 - Complexo Residencial da Boavista, Avenida da Boavista, Porto
- 1970 - Câmara Municipal de Santo Tirso
- 1972 - Oficinas, edifício social e cantina da Efacec, em Moreira da Maia
- 1973 - Continuação do complexo Residencial da Boavista com cinema, hotel e piscinas, Porto
- 1975-79 - Igreja de Nossa Senhora da Boavista, Porto
- 1980-84 - Urbanização da Quinta de Miramar, na Foz do Douro, Porto
- 1983 - Edifício da Efacec da Arroteia, Leça do Balio
- 1993 - Santuário de Santo António, em Vale de Cambra
- 2009 - Igreja da Sagrada Família, freguesia de Santa Cruz, em Chaves

## Prémios
- 1.º prémio nos concursos para o Hotel de Turismo de Viseu (não construído), concurso dos edifícios do lado Nascente da Rua de Sá da Bandeira e concurso dos edifícios da zona do Bom Sucesso (Rua de Júlio Dinis e Praça de Mouzinho de Albuquerque), promovidos pela Câmara Municipal do Porto
- 1989 - 1.º classificado no Concurso para o Quartel da Guarda Nacional Republicana, Santo Tirso
- 1994 - 1.º prémio do Concurso para a Igreja da Sagrada Família, Chaves

## Galeria de fotos

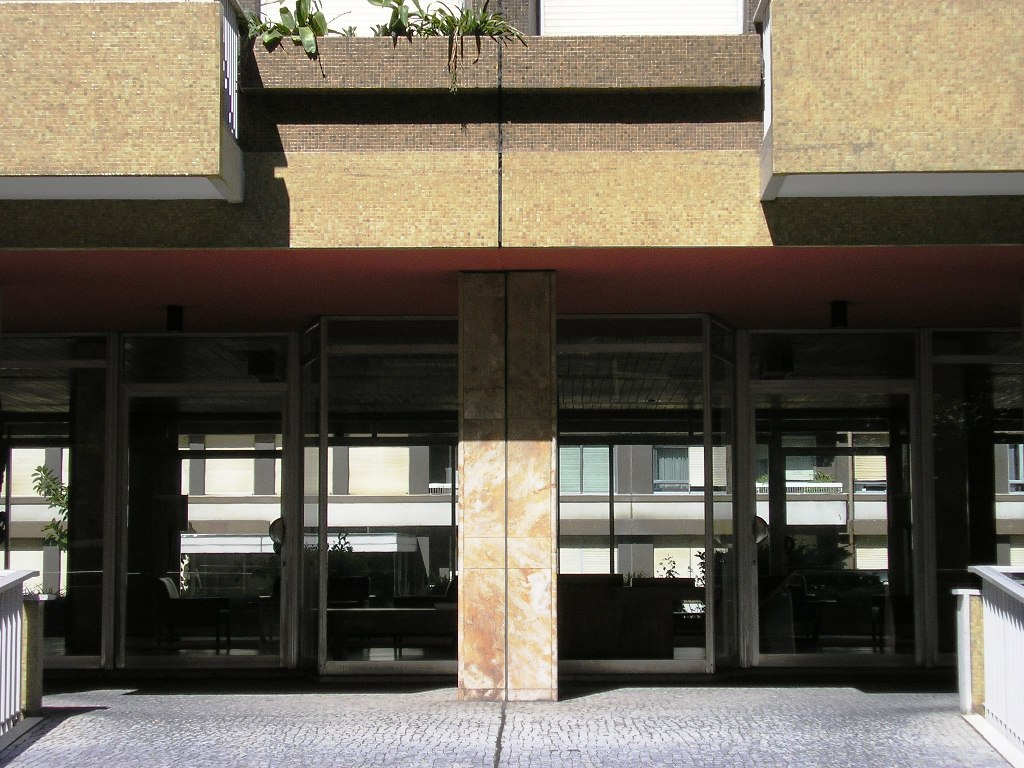
Complexo Residencial da Boavista (1962)
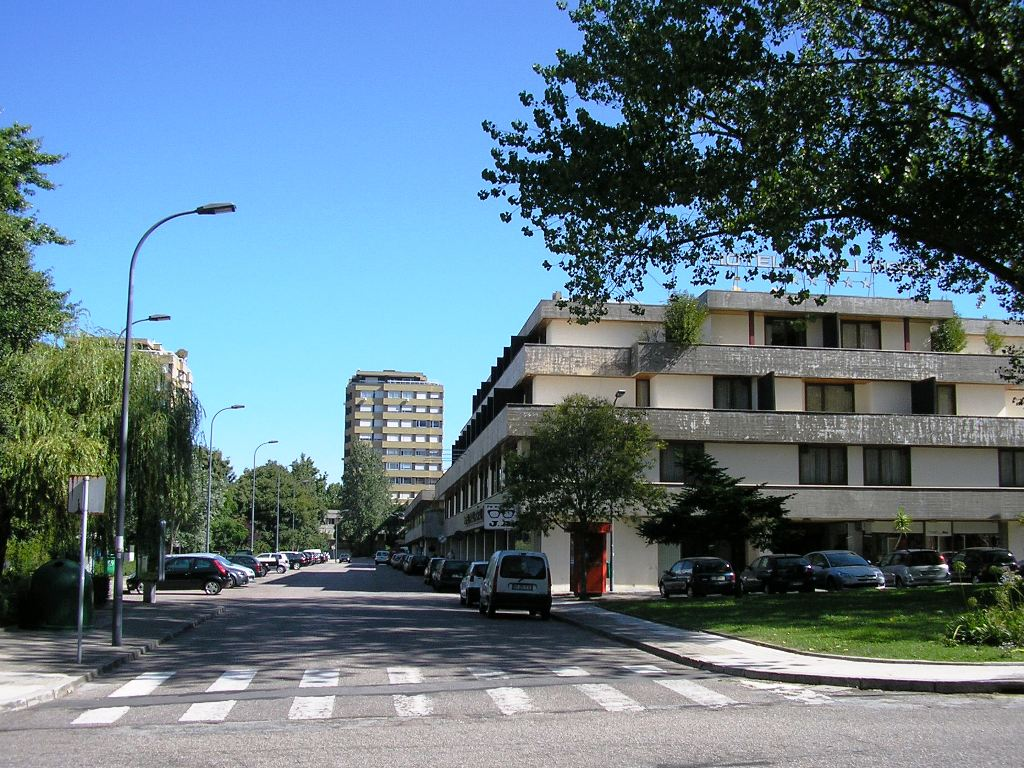
Zona de cinema, hotel e piscinas do Complexo Residencial da Boavista (1973)
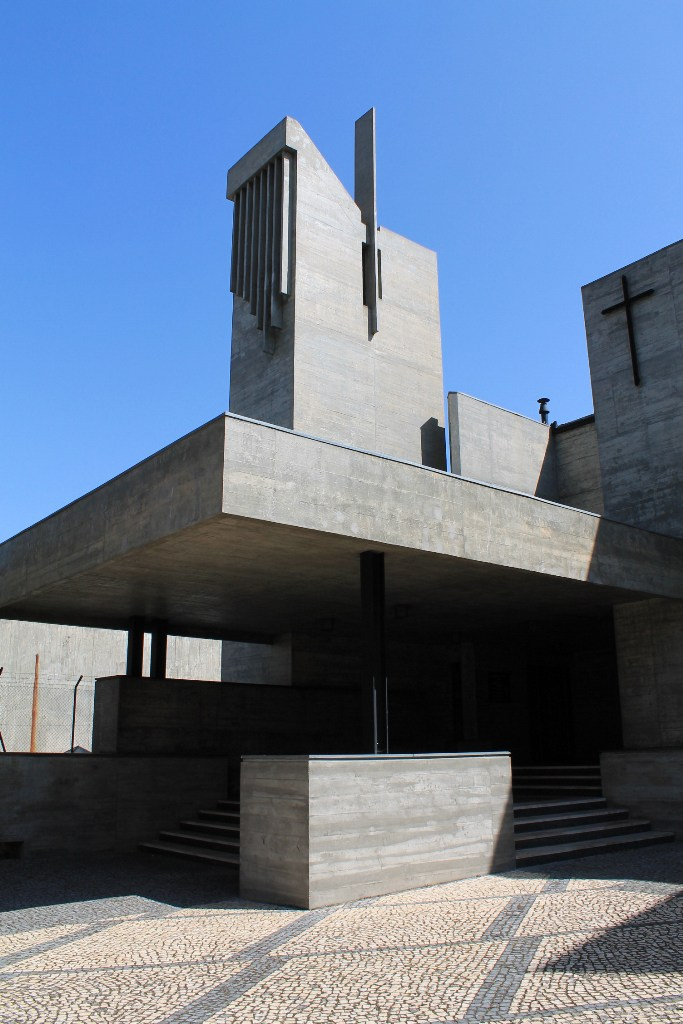
Igreja de Nossa Senhora da Boavista (1979)
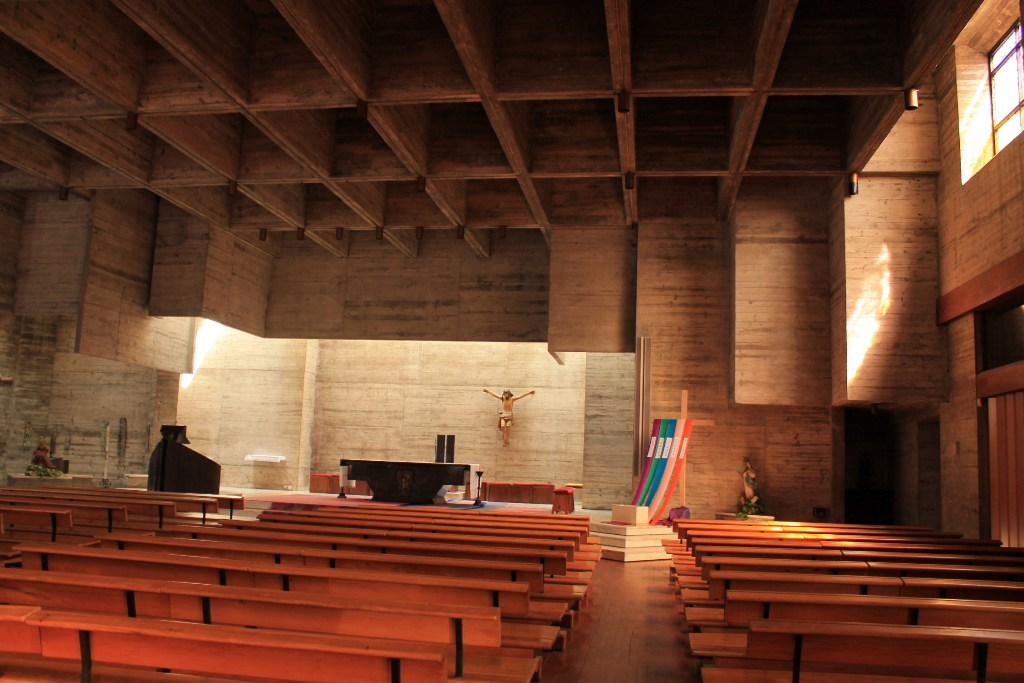
Interior da Igreja de Nossa Senhora da Boavista (1979)
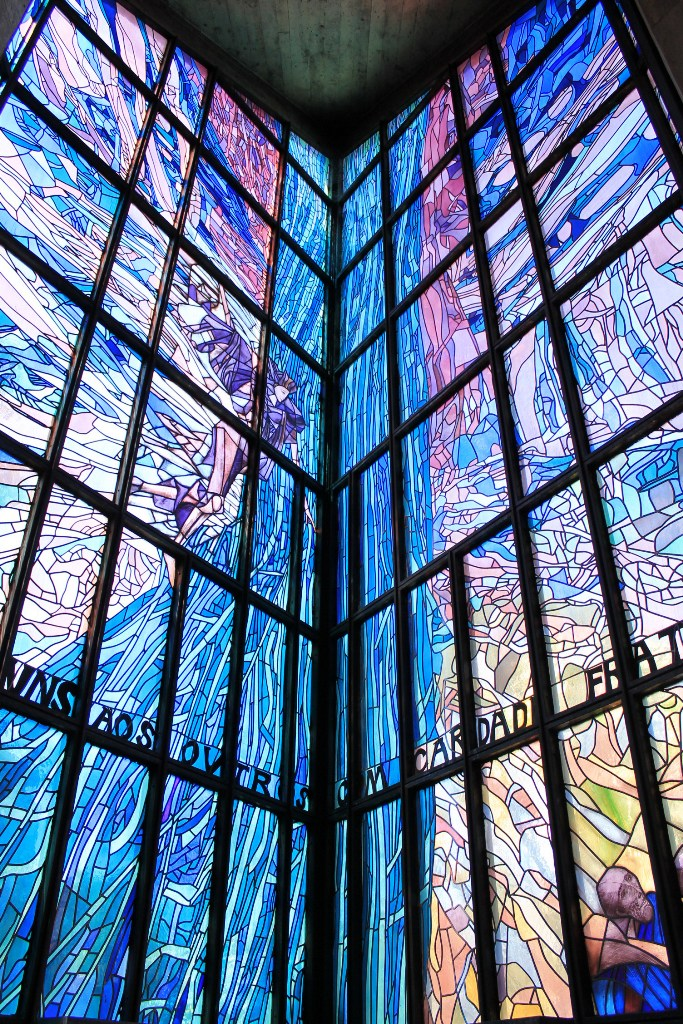
Igreja de Nossa Senhora da Boavista, vitral de Júlio Resende (1979)